# TILE64
A TILE64 a Tilera cég által készített többmagos processzor, a cég ezzel a típussal 2007-ben jelentkezett. Az operatív részt négyzetrács-topológiában elrendezett „cserepek” alkotják, ahol minden egyes „cserép” (tile) egy általános célú mikroprocesszort, gyorsítótárat és egy nem blokkoló üzemmódú router-t tartalmaz, amit a cserepek a processzor többi cserepével való kommunikációban használnak. A processzor központi mátrixát 64 mag alkotja, és a neve is pontosan ezt jelenti: „64 cserép”.
A rövid futószalagos, inorder (sorrendi) végrehajtású, háromszoros kibocsátású magok a MIPS-ből származó VLIW utasításkészlettel rendelkeznek. Mindegyik processzornak van egy regisztertára (register file) és három műveleti egysége: két egészértékű aritmetikai-logikai egység és egy betöltés-tárolásvezérlő egység (load-store unit). Mindegyik magnak (ill. „cserépnek”) saját első- és második szintű (L1 és L2) gyorsítótára van, ezek fölött pedig egy általános virtuális harmadik szintű (L3) gyorsítótár áll, amely a második szintű gyorsítótárakat fogja össze. Már egyetlen mag is képes egy operációs rendszer futtatására, de egy szimmetrikus többprocesszoros operációs rendszer (symmetric multi-processing OS) több magot vezérelhet.
A processzormátrixhoz perifériavezérlők is csatlakoznak. A TILE64-nek négy DDR2 memóriavezérlője van, kettő 10 gigabites Ethernet interfésze, két négysávos PCIe interfésze, és egy „flexibilis” be- és kimeneti interfésze, amely szoftveresen konfigurálható számos protokoll kezelésére. A processzort 90 nm-es folyamattal gyártják, a gyártó a TSMC. Órajele a 600-tól 900 MHz-ig terjedő sávban lehet.
|  |  |

A Tilera technikai vezetője és társalapítója, Anant Agarwal szerint a Tilera ezeket a processzorokat a hálózati berendezések piacára szánja, valamint a videofeldolgozás területére, ahol nagy az igény a magas számítási teljesítményre.
A Linux a 2.6.36. kernelverziótól kezdve támogatja a TILE64 architektúrát. Emellett nemhivatalos LLVM támogatás is létezik a Tilera processzorokhoz.

## Fordítás
Ez a szócikk részben vagy egészben  a   TILE64 című angol Wikipédia-szócikk ezen változatának fordításán alapul.  Az eredeti cikk szerkesztőit annak laptörténete sorolja fel. Ez a jelzés csupán a megfogalmazás eredetét és a szerzői jogokat jelzi, nem szolgál a cikkben szereplő információk forrásmegjelöléseként. 